# Szicíliaiak
A szicíliaiak Szicília újlatin nyelvű népcsoportjának általános elnevezése. Nyelvük a szicíliai nyelv különálló újlatin nyelv (sokan tévedésből mégis olasz nyelvjárásnak tartják), ám területén visszaszorulóban van. Ennek ellenére az egyre inkább olaszul beszélő szicíliaiak továbbra is őrzik identitásukat. Sokan az Olaszországtól való függetlenség hívei.
A szicíliai nép kialakulása változatosan történt. A legkorábbi őslakók a hellén gyarmatosítókkal találkoztak. Szicíliában hosszú ideig fennmaradt a görög hatás és a helyi görög államok hosszú időn át függetlenek tudtak maradni. Ezután jöttek a karthágói, majd a római hódítók, s mindkettő kultúrája, s nyelve is nagyfokú befolyást gyakorolt a szigetre, az újonnan érkező lakók pedig összeolvadtak a helyiekkel. A népvándorlás ezt a szigetet sem kímélte, ekkor germán csoportok is megtelepedtek a szigeten, majd újabb görög uralom időszaka következett a Bizánci Birodalom személyében. A bizánciak aztán az észak-afrikai araboknak voltak kénytelenek átadni a szigetet, Szicíliában önálló emírség létezett és rengeteg arab bevándorló telepedett le a szigeten, ám a lakosságot nem arabosították el mint más területeket; az őslakók és a mohamedánok még a sziget keresztény visszafoglalása után is együtt éltek.
A normannok hódították vissza az araboktól Szicíliát, ám az arab lakosság lassan tűnt el. Nagyon sokan keresztény hitre tértek és beolvadtak az újlatin lakosságba, mások kivándoroltak Afrikába, egy harmadik csoportjuk révén pedig kialakult a keresztény hitre tért, de arab nyelvét megőrző népcsoport a máltaiak. A normann uralom újabb germán hatásokkal gazdagította a szicíliai vérvonalat, nyelvet és kultúrát, közben újabb bevándorlások történtek keletről nagyobbrészt görögök, illetve albánok személyében, nyugatról pedig a lombardok részéről. Ezek közül is több szicíliaivá vált, ám kisebb görög, lombard és arberes albán közösségek még ma is vannak a szigeten. Ezzel párhuzamosan még más népek így katalánok, aragónok, kasztíliai spanyolok, franciák, szárdok, provanszálok, okcitánok és itáliaiak is megtelepedtek a szigeten.
Elmondható tehát, hogy a szicíliaiak több népcsoport keveredéséből állnak össze. DNS vizsgálatok is kimutatták, hogy a szicíliai emberek vércsoportja igencsak eltérő kromoszómákat hordoz. Az R1-es kromoszómákat hordozó szicíliaik aránya valamivel több mint 30%, ezek elsősorban nyugat-európaiakkal mutatnak szoros rokonságot, viszont jelentős a J-s (közel 30%) és E1b1b-s kromoszómások (18%) aránya, amelynek a gyökereit Észak-Afrikában, a Közel-Keleten és Európa keleti részein kell keresni.
Az újkorban a szegény szigetről tömegek kezdenek kivándorolni Amerikába, Ausztráliába, s a fejlettebb európai országokba. Helyükre pedig új lakók érkeznek. Az utóbbi években sok román telepedett le a szigeten, sőt tunéziaiak, marokkóiak, Srí Lanka-iak, albánok és kelet-európaiak.
Az olasz művészet, történelem, politika, sőt bűnözés nagy személyeinek sokasága származik a szicíliai nép soraiból, mint a Nobel-díjas Salvatore Quasimodo költő. Külföldön nagyon közismert a szicíliai maffia, hírhedt vezetője volt Lucky Luciano.